# Sonata per pianoforte n. 16 (Beethoven)
La sonata per pianoforte n. 16 di Ludwig van Beethoven, edita insieme alle successive due nella raccolta dell'op. 31, è strutturata in tre movimenti:
1. Allegro vivace
2. Adagio grazioso (in Do maggiore)
3. Rondò: Allegretto - Presto

## Analisi del Primo movimento
Il Primo movimento della sedicesima sonata è un ”Allegro vivace” in tempo due quarti nella tonalità di base di sol maggiore. La struttura formale è quella della forma-sonata: Esposizione – Sviluppo – Ripresa.

### Esposizione
L'Esposizione ha il compito di esporre i due temi principali: primo tema o tema principale e secondo tema. L'esposizione del Primo tema è formata da tre parti: tema vero e proprio (battute 1 – 30), codetta del tema (battute 31 – 46) e ripresa del tema (battute 46 – 65). Il tema a sua volta è diviso in due frasi: la prima frase con l'armonia della tonica (sol maggiore) (battute 1 – 12) e la seconda frase con l'armonia di fa maggiore ossia con la sensibile abbassata (o diminuito di un semitono, ossia fa naturale) (battute 12 – 30). Il tema ha una particolarità: la mano destra suona in lieve anticipo rispetto al basso della sinistra. Questo avviene per ben 10 volte durante l'esposizione del tema. Questo sfasamento tra le due mani (chiamato ”rubato”), accentuato anche dal fatto che è la melodia in anticipo sul basso (normalmente il rubato consiste in un ritardo nell'entrata della melodia sul basso), crea una sensazione sgradevole rendendo capriccioso ed ansimante il tema stesso. Solamente nelle ultime battute (misure 11 – 12) ”le cose vengono rimesse a posto” e la melodia afferma la sua autorità sugli accordi del basso e le due mani tornano in sincrono per concludere la frase con una semicadenza alla dominante (re maggiore) o cadenza sospesa.[batt. 1 – 12]
Seguono 16 misure (codetta del tema da battuta 31 a battuta 46) di quartine raddoppiate all'ottava; è un passaggio brillante omofonico dal carattere decisamente virtuosistico. Ritorna quindi il tema principale. Si tratta di una nuova riformulazione in quanto il tema qui ha la funzione di preparare l'entrata del secondo tema nell'ambiente armonico della mediante (si maggiore). Assolve quindi alla funzione di ”ponte modulante”. Infatti dopo poche battute una semicadenza porta l'armonia sul fa diesis maggiore (dominante di si). Così il secondo tema ”riceve una preparazione di tutto rispetto passando per la sua dominante”. [batt. 53-59]
Il Secondo tema (misure 67 – 74), definito da qualche commentatore come “slegato”, si presenta come una danza dal carattere popolare. La tonalità è si maggiore ed è organizzato su due frasi di 4 misure ciascuna entrambe terminanti con una cadenza sulla settima di dominante della nota si (fa diesis maggiore settima). Un trillo di due misure sulla nota fa diesis prepara l'entrata del tema. [batt. 65-74]
Il tema ora passa alla mano sinistra (e al basso); ma l'aspetto più interessante è che Beethoven passa al modo minore (si minore). Probabilmente vuole ”smussare l'ardire della scelta della mediante”.  Infatti la tonalità di si minore è più vicina alla tonalità di base (sol maggiore) che non quella del si maggiore: la dominante del sol maggiore è un re naturale, nota presente nell'accordo di si minore (in si maggiore il re è un diesis). [batt. 75-78]
Questa seconda esposizione del tema si riallaccia senza soluzione di continuità alla codetta del tema stesso per concludere con la Coda dell'Esposizione su un tema conclusivo di una dozzina di misure (battute 99 – 112). Tema caratterizzato da una certa instabilità tonale e modale: oscilla continuamente tra il modo maggiore  (fa diesis maggiore) e quello minore (si minore) e ripete continuamente la cadenza tonica/dominante (si/fa diesis) che rispetto alla tonalità di base (sol maggiore) è rispettivamente la mediante e la sensibile. [batt. 99-109]

### Sviluppo
Lo Sviluppo inizia dopo la ripetizione integrale dell'Esposizione. In questa fase iniziale dello Sviluppo Beethoven ripresenta le prime otto misure del tema alla tonica. L'ascoltatore per un momento può avere l'impressione che l'Esposizione venga ripetuta per ben tre volte. In realtà all'ottava misura l'armonia si sposta sulla sottodominante minore (do minore). Lo Sviluppo è basato rigorosamente sul materiale del tema principale. Fino a misura 135 Beethoven, sfruttando l'idea dell'anticipo di un sedicesimo sulla sinistra, ”risale una serie di quarte (sol, do, fa e si bemolle), ognuna dominante della successiva” (Prima fase dello sviluppo).
Nella ”Seconda fase dello sviluppo” (da misura 135 a misura 159) viene ripreso il materiale monofonico delle misure iniziali 31-45. Anche in questa parte l'attenzione per le progressioni armoniche è al massimo livello. Ad ogni otto battute la tonalità sale di un tono (sib – do – re) fino ad arrivare (dopo una discesa verso il basso) al re maggiore, dominante principale del movimento, e qui rimane per 36 misure (da battuta 159 a battuta 194).
A misura 171 la sonorità incomincia a rarefarsi progressivamente (ultima fase dello sviluppo = coda dello sviluppo) fino al ritorno del tema fondamentale (a misura 194). L'insistenza sulla dominante è veramente notevole: prima con un pedale continuo sfasato di un sedicesimo (richiamo evidente all'idea principale di questa movimento); poi con sei accordi di settima di dominante  (sempre sfasati) intervallati da un re basso. In questa fase una tale insistenza sulla dominante può sembrare ”stravagante”, ma è tipica dello stile di Beethoven di questo periodo.

### Ripresa e Coda finale
La Ripresa inizia regolarmente con il tema principale alla tonica (sol maggiore); è però abbreviata in quanto la figurazione iniziale discendente di semicrome (con la conseguente ripetizione del tema) viene proposta una sola volta. La ripresa del secondo tema presenta però un problema: nell'esposizione il secondo tema è stato presentato alla mediante (si maggiore) e non alla dominante (re maggiore - facilmente riconducibile alla tonica). La mediante maggiore (si maggiore) ”è un elemento strutturalmente più dissonante” in rapporto alla tonica del movimento; infatti ha in sé due note (re diesis e fa diesis) distanti un semitono dalle due note più fondamentali della tonica: re naturale (dominante) e sol naturale (tonica). Beethoven quindi è costretto ad una giro armonico più complicato per portare il secondo tema alla tonica senza vanificare per questo l'armonizzazione dello stesso tema nell'esposizione. A questo proposito la codetta del tema principale (misura 205) modula alla sopratonica minore (la minore). La frase del tema principale (da misura 194 a 205) termina alla dominante (re maggiore), quindi il la è la dominante della dominante. Con una rapida salita di semitoni (la – la diesis - si) a misura 217 si raggiunge il si maggiore (mediante di sol, ma anche armonia nella quale era esposto il secondo tema). A questo punto il secondo tema può essere esposto nella tonalità di mi maggiore, naturale passaggio dal si maggiore  (il mi è la sottodominante di si).
Ma l'obbiettivo da raggiungere, come s'è detto, è la tonica (re). Quindi Beethoven fa compiere al tema secondario un lungo percorso durante il quale dalla sopradominante maggiore (mi maggiore) modula alla sopradominante minore (mi minore) e finalmente alla tonica (sol maggiore).
La coda della ripresa si completa con un tema conclusivo (battute 267 – 179) di una dozzina di misure simmetrico a quello dell'esposizione (vedi battute 99 – 112) in quanto oscillante continuamente tra il modo maggiore e quello minore. Questa volta il tema differisce per l'impostazione modale opposta: inizia e termina nel modo maggiore.

La Coda finale inizia a misura 281 con la testa del tema. Ma non prosegue con il tema principale, bensì con le 14 misure della codetta del tema principale (vedi esposizione: da battuta 31 a battuta 46) di quartina raddoppiate all'ottava per concludere con una semicadenza alla dominante (re maggiore) a battuta 292. Le ultime 30 misure del movimento sono caratterizzate da un certo ”umorismo grottesco” che viene realizzato con l'ausilio di pause, accordi isolati (in prevalenza sulla tonica e sulla dominante), innaturale anticipo della mano destra sulla sinistra, dinamica in pianissimo e forti improvvisi e per finire brevi reminiscenze del tema principale.

### Schema riassuntivo
| Parte       | Sezione                                        | Sottosezione             | Grado                                                                | Tonalità                               | Battute:da-a |
| ----------- | ---------------------------------------------- | ------------------------ | -------------------------------------------------------------------- | -------------------------------------- | ------------ |
| Esposizione | Tema principale                                | Tema                     | I (tonica) ⇒ V (dominante)                                           | sol magg.⇒ re magg.                    | 1 – 11       |
| Esposizione | Tema principale                                | Ripetizione del tema     | VII (sensibile abbassata) ⇒ V (dominante)                            | fa magg.⇒re magg.                      | 11 - 30      |
| Esposizione | Tema principale                                | Codetta del tema         | I (tonica)                                                           | sol magg.                              | 31 - 46      |
| Esposizione | Ponte modulante (Tema principale)              |                          | I (tonica) ⇒ VII (sensibile)                                         | sol magg.⇒fa # magg.                   | 46 - 66      |
| Esposizione | Seconda idea                                   | Secondo tema (2 frasi)   | III (mediante magg.)⇒VII (sensibile)                                 | si magg.⇒fa # magg. 7a                 | 67 - 74      |
| Esposizione | Seconda idea                                   | Ripetizione del tema     | III (mediante min.)                                                  | si min.                                | 75 - 78      |
| Esposizione | Seconda idea                                   | Codetta del secondo tema | III (mediante min.)                                                  | si min.                                | 79 - 98      |
| Esposizione | Coda dell’Esposizione                          | (tema conclusivo)        | minore⇔maggiore                                                      | si/fa⇔min./magg.                       | 99 - 114     |
| Sviluppo    | Elaborazione del tema principale               |                          | I (tonica)⇒IV (sottodom.)⇒VII (sensibile)⇒III (mediante)             | sol magg.⇒do magg.⇒fa magg.⇒si b magg. | 115 - 135    |
| Sviluppo    | Elaborazione della codetta del tema principale |                          | III (mediante)⇒IV (sottodom.)⇒V (dominante min.)⇒V (dominante magg.) | si b magg.⇒do min.⇒re min.⇒re magg.    | 135 - 170    |
| Sviluppo    | Coda dello sviluppo                            | (pedale di dominante)    | V (dominante magg.)                                                  | re magg.                               | 171 - 194    |
| Ripresa     | Tema principale                                |                          | I (tonica) ⇒ V (dominante)                                           | sol magg.⇒ re magg.                    | 194 – 205    |
| Ripresa     | Ponte modulante (Tema principale)              |                          | II (sopratonica = domin. della domin.)⇒III (mediante)                | la minore⇒si maggiore                  | 205 - 218    |
| Ripresa     | Seconda idea                                   | Prima frase              | VI (sopradomin. magg.)                                               | mi magg.                               | 219 - 226    |
| Ripresa     | Seconda idea                                   | Seconda frase            | VI (sopradomin. minore)                                              | mi min.                                | 227 - 234    |
| Ripresa     | Seconda idea                                   | Terza frase              | I (tonica)                                                           | sol magg.                              | 235 - 246    |
| Ripresa     | Seconda idea                                   | Codetta del secondo tema | I (tonica)                                                           | sol magg.                              | 247 - 266    |
| Ripresa     | Codetta della ripresa                          | (tema conclusivo)        | maggiore⇔minore                                                      | sol/re⇔magg./min.                      | 267 - 280    |
| Coda finale | Elementi della codetta del tema principale     |                          | I (tonica) ⇒ V (dominante)                                           | sol magg.⇒ re magg.                    | 280 - 292    |
| Coda finale | Battute finali                                 |                          | I (tonica)/V (dominante)                                             | sol magg./re magg.                     | 293 - 326    |

## Analisi del Secondo movimento
Il Secondo movimento della sonata è un ”Adagio grazioso” in tempo nove ottavi nella tonalità di base di do maggiore. La struttura formale è quella di un Lider-Rondò con tre riprese del tema (in tutto quattro sezioni).

### Prima sezione
Il tema è organizzato su due frasi di 8 misure ciascuna. La prima frase è in do maggiore (tonalità di base del movimento) e dopo un secondo trillo sulla settima di dominante (sol maggiore settima) ritorna alla tonica. La seconda frase, sempre in do maggiore, ma con maggiori ornamentazioni, conclude con una cadenza sulla dominante (sol). [batt. 1–8]
A misura 16 appare il primo episodio contrastante alla dominante (sol maggiore), ripetuto dopo 4 misure nella tonalità di sopratonica (re minore), ossia la dominante della dominante. L'episodio termina alla dominante (sol maggiore) che dopo una cadenza si risolve sulla tonica (do maggiore) con la quale inizia la prima ripresa del tema del rondò. [batt. 16–19]

### Seconda sezione
Il tema (misure 27 – 34) si presenta come la prima volta alla tonica (do maggiore) con alcune lievi ornamentazioni. Invece della ripetizione del tema, Beethoven propone 6 misure in do minore (tonalità già preparata nella battuta precedente) per introdurre il secondo episodio contrastante (battuta 41) in la bemolle maggiore. [batt. 40-43]
Una coda di 12 misure (da battuta 53 a battuta 64) chiude questa seconda sezione e prepara il ritorno del tema alla tonica (do) con lunghi e insistenti pedali sulla dominante (sol).

### Terza sezione
La terza parte (da misura 65 e seguenti) è praticamente uguale alla prima ma con altre è più copiose ornamentazioni. Ad esempio nell'accompagnamento del tema il posto delle terzine di crome viene preso dalle più rapide sestine di semicrome eseguite per terze. Anche la ripetizione del tema al basso è più ricca di note (battute 75 – 80). Si ripete, poco variato, anche il primo episodio nella medesima tonalità di sol maggiore.

### Quarta sezione e Coda finale
Si arriva così all'ultima ripresa del tema (misure 100 – 107) che non aggiunge nulla di nuovo. La Coda finale (da misura 108 fino alla fine) è basata invece su un improvvisato ”duetto operistico per due soprani” alla fine del quale al basso ritorna più volte come una lontana reminiscenza il tema del rondò

### Schema riassuntivo
| Parte         | Sezione                       | Sottosezione                                                    | Grado                                      | Tonalità           | Battute:da-a |
| ------------- | ----------------------------- | --------------------------------------------------------------- | ------------------------------------------ | ------------------ | ------------ |
| Parte prima   | Tema del Rondò                | Tema                                                            | I (tonica)                                 | do magg.           | 1 – 8        |
| Parte prima   | Tema del Rondò                | Ripetizione del tema (variata) al basso                         | I (tonica)                                 | do magg.           | 9 - 16       |
| Parte prima   | Primo episodio contrastante   | Tema dell'episodio                                              | V (dominante)                              | sol magg.          | 16 – 19      |
| Parte prima   | Primo episodio contrastante   | Ripetizione del tema dell'episodio con codetta e cadenza finale | II (sopratonica = dom. di dom.) ⇒ V (dom.) | re min.⇒sol magg.  | 19 - 26      |
| Parte seconda | Tema del Rondò                |                                                                 | I (tonica)                                 | do magg.           | 27 - 35      |
| Parte seconda | Secondo episodio contrastante | Preparazione all'episodio                                       | I (tonica minore)⇒III (mediante)           | do min.⇒mi b magg. | 35 – 40      |
| Parte seconda | Secondo episodio contrastante | Tema dell'episodio                                              | VI (sopradominante)                        | la b magg.         | 41 - 53      |
| Parte seconda | Secondo episodio contrastante | Codetta (pedali sulla dominante)                                | ⇒V (dominante)                             | ⇒sol magg.         | 53 - 64      |
| Parte terza   | Tema del Rondò                | Tema (variato)                                                  | I (tonica)                                 | do magg.           | 65 - 72      |
| Parte terza   | Tema del Rondò                | Ripetizione del tema (variata) al basso                         | I (tonica)                                 | do magg.           | 73 - 80      |
| Parte terza   | Primo episodio contrastante   | Tema dell'episodio (variato)                                    | V (dominante)                              | sol magg.          | 80 - 83      |
| Parte terza   | Primo episodio contrastante   | Ripetizione del tema dell'episodio con codetta e cadenza finale | II (sopratonica = dom. di dom.) ⇒ V (dom.) | re min.⇒sol magg.  | 83 - 99      |
| Parte quarta  | Tema del Rondò (variato)      |                                                                 | I (tonica)                                 | do magg.           | 100 - 107    |
| Parte quarta  | Coda finale                   |                                                                 | I (tonica)                                 | do magg.           | 108 - 128    |

## Analisi del Terzo movimento
Il Terzo movimento della sonata è un Rondò con andamento di  ”Allegretto” in tempo quattro quarti nella tonalità di base di sol maggiore. La struttura formale è quella di un Rondò caratterizzata da una continua insistenza del tema con tre riprese del tema seguite da altrettanti ritornelli per un totale di sette episodi (compresa la coda finale).

### Prima esposizione del rondò
Il  Tema del Rondò è organizzato su quattro frasi: (1) tema (battute 1 – 5); (2) ripetizione del tema (battute 5 – 9) ; (3) e (4) codetta del tema (battute 9 – 17) formato da due frasi identiche.  Le prime due frasi sono simmetriche a parte le cadenze finali: sulla dominante (re maggiore) la prima e sulla tonica (sol maggiore) la seconda. L'inciso iniziale del tema è anche l'elemento più caratteristico di tutto il movimento; basta rilevare che nelle prime 17 misure compare ben 9 volte (più o meno sempre nella stessa forma). È da notare inoltre la posizione di questo inciso nelle quattro frasi del tema: nelle prime due frasi appare all'inizio, mentre nelle seconde due frasi è posizionato alla conclusione della frase. [batt. 1 – 9]
Il Primo episodio intermedio o Ritornello (da misura 17 a misura 67) può essere recepito come uno sviluppo del tema: infatti l'episodio prende spunto dall'intero tema esposto al basso con un accompagnamento di terzina della mano destra e prosegue con una serie continua di rapide figure in contrappunto fino alla fine dell'episodio stesso. [batt. 17-21]

### Seconda esposizione del rondò
A misura 65 ritorna il tema del Rondò nella tonalità di base (sol maggiore) ”su un pedale di dominante con ottave spezzate al tenore”. In realtà tutta l'ultima parte del primo episodio intermedio insiste sulla dominante (re) per preparare adeguatamente il “rientro” del tema alla tonica(vedi a misura 55 e misura 59 e misura 63). [batt. 64-71]
Il tema del Rondò è immutato; cambia la parte del basso: più contrappuntistica la prima volta; ora organizzata su una serie ininterrotta di terzine per le due prime frasi (misure 67 – 75) e delle ottave spezzate (con note non sovrapposte) di crome per le due frasi rimanenti (misure 75 – 83).

Il Secondo episodio intermedio (da misura 83 – 132) sfrutta gli stessi elementi melodici, ritmici e armonici del primo episodio e si presenta quindi abbastanza vicino al primo insistendo sempre, nella parte finale, sulla dominante per mezzo delle ottave spezzate ora al basso.

### Terza esposizione del rondò
La terza esposizione del Rondò da misura 133 ci presenta il tema esposto ora in ottave con abbondanza di terzine nell'accompagnamento (l'armonia rimane sempre la stessa).[batt. 133-137]
Il Terzo episodio intermedio (da misura 149 – 225) sviluppa, ma sempre in modo variato, gli stessi elementi degli altri episodi. È il più lungo: il primo e il secondo hanno 50 misure, mentre quest'ultimo ne contiene 76. La parte più sviluppata in questo terzo episodio è quella finale, preparazione al ritorno del tema del Rondò, nella quale insistenti sono i vari pedali sulla dominante: sia note re tenute per 4 è più misure (battute 207 e seg.), che arpeggi di crome sull'accordo della dominante (battute 218 e seg.)

### Ultima esposizione del rondò e Finale
L'ultima ripresa del tema (a misura 225) è frammentata da pause e alternata da cambiamenti di tempo (“Adagio” e ”Tempo I”) e di accordi: tonica,  dominante e anche sopratonica (la = dominante di dominante).
Si crea così un'atmosfera sonora adatta ad “innescare la coda” (da misura 242), un “presto” lanciato da un doppio trillo di dominante (note re e la) che sviluppa in modo turbinoso la figura iniziale del tema del Rondò. Nelle ultime battute della coda (da misura 263) del movimento (e di tutta la sonata) si ritorna brevemente alle sonorità frammentate da pause e da ripetizioni dell'accordo di tonica.

### Schema riassuntivo
| Parte                         | Sezione          | Sottosezione                                     | Grado                                                        | Tonalità           | Battute:da-a |
| ----------------------------- | ---------------- | ------------------------------------------------ | ------------------------------------------------------------ | ------------------ | ------------ |
| Prima esposizione del Rondò   | Tema del Rondò   | Prima frase (domanda)                            | I (tonica)⇒V (dominante)                                     | sol magg.⇒re magg. | 1 – 5        |
| Prima esposizione del Rondò   | Tema del Rondò   | Seconda frase (risposta)                         | I (tonica)                                                   | sol magg.          | 5 - 9        |
| Prima esposizione del Rondò   | Tema del Rondò   | Terza frase (codetta)                            | I (tonica)                                                   | sol magg.          | 9 - 13       |
| Prima esposizione del Rondò   | Tema del Rondò   | Quarta frase (ripetizione della codetta)         | I (tonica)                                                   | sol magg.          | 13 – 17      |
| Prima esposizione del Rondò   | Primo episodio   |                                                  | ⇒V (dominante)                                               | ⇒re magg.          | 17 - 67      |
| Seconda esposizione del Rondò | Tema del Rondò   | Prima frase variata (domanda)                    | I (tonica)⇒V (dominante)                                     | sol magg.⇒re magg. | 67 - 71      |
| Seconda esposizione del Rondò | Tema del Rondò   | Seconda frase variata (risposta)                 | I (tonica)                                                   | sol magg.          | 71 - 75      |
| Seconda esposizione del Rondò | Tema del Rondò   | Terza frase variata (codetta)                    | I (tonica)                                                   | sol magg.          | 75 - 79      |
| Seconda esposizione del Rondò | Tema del Rondò   | Quarta frase variata (ripetizione della codetta) | I (tonica)                                                   | sol magg.          | 79 - 83      |
| Seconda esposizione del Rondò | Secondo episodio |                                                  | ⇒V (dominante)                                               | ⇒re magg.          | 83 - 133     |
| Terza esposizione del Rondò   | Tema del Rondò   | Prima frase variata (domanda)                    | I (tonica)⇒V (dominante)                                     | sol magg.⇒re magg. | 133 - 137    |
| Terza esposizione del Rondò   | Tema del Rondò   | Seconda frase variata (risposta)                 | I (tonica)                                                   | sol magg.          | 137 - 141    |
| Terza esposizione del Rondò   | Tema del Rondò   | Terza frase variata (codetta)                    | I (tonica)                                                   | sol magg.          | 141 - 145    |
| Terza esposizione del Rondò   | Tema del Rondò   | Quarta frase variata (ripetizione della codetta) | I (tonica)                                                   | sol magg.          | 145 - 149    |
| Terza esposizione del Rondò   | Terzo episodio   |                                                  | ⇒V (dominante)                                               | ⇒re magg.          | 149 - 225    |
| Finale                        | Tema del Rondò   | In forma molto variata                           | I (tonica) / V (dominante) / II (sopratonica = dom. di dom.) | sol / re / la      | 225 - 244    |
| Finale                        | Coda finale      | Inciso iniziale del tema                         | ⇒I (tonica)                                                  | ⇒sol magg.         | 244 - 276    |